# 2016年レッドブル・エアレース・ワールドシリーズ ラウジッツ
座標: 北緯51度32分00秒 東経13度55分10秒 / 北緯51.53333度 東経13.91944度
2016年レッドブル・エアレース・ワールドシリーズ ラウジッツでは、通算11シーズン目となるレッドブル・エアレース・ワールドシリーズの内、2016年9月3日・4日にドイツのブランデンブルク州ラウジッツで行われた2016年シーズン第6戦について述べる。会場は、2010年シーズン第6戦（最終戦）以来6年ぶりとなるユーロスピードウェイ・ラウジッツ。

## 概要
2010年のレースは、ドルダラーにとっては初の母国開催、マルティン・ソンカ（チェコ）にとってはデビューシーズンのフィナーレ、ハンネス・アルヒにとっては総合優勝がかかったレースで、最終的に優勝はしたものの総合成績ではポール・ボノムに敗れ、各々に思い入れのある地である。また、開催地としてカーレース等が行われるスピードウェイが選ばれたのは史上初であり、ナイジェル・ラム（イギリス）は2010年シーズンで最も好きなトラックだったと述べている。
マティアス・ドルダラー（ドイツ）は、カービー・チャンブリス（アメリカ）とニコラス・イワノフ（フランス）らと会場周辺でテストフライトに臨んだ。第2戦 シュピールベルクと第4戦 ブダペストで優勝し、ポイントランキングで首位に立つにドルダラーとって母国開催となるが、数字だけを見れば9位のフアン・ベラルデでさえもチャンピオンになる可能性が残されている。ポイントランキング2位のハンネス・アルヒ（オーストリア）はドルダラーに18点の差があるが、元チャンピオンであり何度も表彰台に上ったことがある、まさに「勝ち方を知っている」経験豊富なアルヒにとっては賭けに出る価値があるレースとなる。
豪雨によりチャレンジャークラスのレースが中止となったブダペスト戦が追加で代替開催されることになった。これは、10月にラスベガスで行われる最終戦までに各選手が平等に6レースに参戦できるように取り計らったものである。
チャレンジャークラス
予選前日に行われるフリープラクティスでは、ベン・マーフィ（イギリス）が2本共トップの記録を出した。予選ではルーク・チェピエラ（ポーランド）が首位、母国開催となるフロリアン・バーガー（ドイツ）が0.669秒差で後を追う形となった。1本目の決勝（代替開催分）では、ダニエル・リファ（スウェーデン）が優勝、マーフィが2位となり初めて表彰台に上った。2本目の決勝は、バーガーが優勝、リファはパイロンヒットがなければ優勝できるタイムだった。

マスタークラス
フリープラクティスでは、マット・ホール（オーストラリア）とマルティン・ソンカ（チェコ）が各セッションで53秒台を記録した。パイロットらはゲート3からゲート5がレースを決めるポイントになると述べた。ホールとソンカは予選前に行われる3本目のフリープラクティスでも好調を維持した。
予選は、ベテランのラムがトラックレコードとなる記録を出しトップ通過、フリープラクティスで好調だったホールとソンカがラムに続いたが、後にソンカはエンジン回転数に違反があったことが判明し失格の判定を受け最下位となった。ドルダラーは地元ファンの大きな声援を受けたが、平凡なタイムで8位と出遅れたが、ラウンド・オブ・14では一転53秒台を記録し首位通過、予選トップのラムはソンカに敗れ敗退した。室屋は今シーズン3度目のオーバーGによるDNFで敗退を喫した。ラウンド・オブ・8では、ホールとアルヒがわずか0.002秒差の接戦を繰り広げた。ファイナル4に1番手で登場したピート・マクロード（カナダ）は後に続く3人にプレッシャーを与えられるタイムを記録、ソンカはエンジンが微妙にストールしてしまう不具合により好記録を残せず。ホールが記録した53秒642の記録をドルダラーは上回ることが出来ず、ホールがアスコットに続き2連勝した。

## マスタークラス

### 予選
| 順 位 | No. | パイロット               | タイム   | ペナルティ |
| ----- | --- | ------------------------ | -------- | ---------- |
| 1     | 9   | ナイジェル・ラム         | 53.110   |            |
| 2     | 95  | マット・ホール           | 54.413   |            |
| 3     | 31  | 室屋義秀                 | 54.700   |            |
| 4     | 22  | ハンネス・アルヒ         | 54.791   |            |
| 5     | 8   | ピート・マクロード       | 54.933   |            |
| 6     | 10  | カービー・チャンブリス   | 55.444   |            |
| 7     | 21  | マティアス・ドルダラー   | 55.470   |            |
| 8     | 99  | マイケル・グーリアン     | 55.474   |            |
| 9     | 18  | ペトル・コプシュタイン   | 57.517   |            |
| 10    | 12  | フランソワ・ルボット     | 57.662   |            |
| 11    | 26  | フアン・ベラルデ         | 58.452   |            |
| 12    | 27  | ニコラス・イワノフ       | 58.569   | +2秒1      |
| 13    | 37  | ピーター・ポドランセック | 1:01.549 | +5秒2      |
| 14    | 8   | マルティン・ソンカ       | DQ       |            |

- ^1 ゲート10で水平角度違反[14]
- ^2 スタートゲートで水平角度違反（2秒）、ゲート4でパイロンヒット（3秒）[14]

### ラウンド・オブ・14
| ヒート | 順位 | パイロット1              | タイム1 | タイム2 | パイロット2            | 順位 |
| ------ | ---- | ------------------------ | ------- | ------- | ---------------------- | ---- |
| 1      | 12   | フランソワ・ルボット     | 57.224  | 55.552  | ピート・マクロード     | 5    |
| 2      | 9    | フアン・ベラルデ         | 55.972  | 55.668  | ハンネス・アルヒ       | 7    |
| 3      | 11   | ペトル・コプシュタイン   | 56.238  | 54.736  | カービー・チャンブリス | 4    |
| 4      | 8    | ニコラス・イワノフ       | 57.0881 | DNF     | 室屋義秀               | 14   |
| 5      | 3    | マイケル・グーリアン     | 54.263  | 53.528  | マティアス・ドルダラー | 1    |
| 6      | 13   | ピーター・ポドランセック | 57.6141 | 53.816  | マット・ホール         | 2    |
| 7      | 6    | マルティン・ソンカ       | 55.6013 | 56.0084 | ナイジェル・ラム       | 10   |

| 凡例                     | 凡例 |
| ------------------------ | ---- |
| ラウンド・オブ・8進出    |      |
| ノックアウト（敗退）     |      |
| 敗者の中で最速（＝進出） |      |

- ^1 ゲート10で水平角度違反により+2秒のペナルティ[16]
- ^2 オーバーGによりDNF（Did Not Finish＝失格）[16]
- ^3 ゲート3で水平角度違反により+2秒のペナルティ[16]
- ^4 ゲート11で水平角度違反により+2秒のペナルティ[16]

### ラウンド・オブ・8
| ヒート | 順位 | パイロット1        | タイム1 | タイム2 | パイロット2            | 順位 |
| ------ | ---- | ------------------ | ------- | ------- | ---------------------- | ---- |
| 8      | 4    | ピート・マクロード | 55.496  | 58.4581 | カービー・チャンブリス | 8    |
| 9      | 1    | マルティン・ソンカ | 53.871  | 55.128  | マイケル・グーリアン   | 6    |
| 10     | 5    | ハンネス・アルヒ   | 54.452  | 54.450  | マット・ホール         | 2    |
| 11     | 7    | ニコラス・イワノフ | 55.130  | 54.867  | マティアス・ドルダラー | 3    |

| 凡例                 | 凡例 |
| -------------------- | ---- |
| ファイナル4進出      |      |
| ノックアウト（敗退） |      |

- ^1 ゲート6でパイロンヒットにより+3秒のペナルティ[17]

| 順 位 | No. | パイロット             | タイム | ペナルティ |
| ----- | --- | ---------------------- | ------ | ---------- |
| 1     | 95  | マット・ホール         | 53.642 |            |
| 2     | 21  | マティアス・ドルダラー | 54.417 |            |
| 3     | 84  | ピート・マクロード     | 54.916 |            |
| 4     | 8   | マルティン・ソンカ     | 56.126 |            |

| 順 位 | パイロット               | ポイント |
| ----- | ------------------------ | -------- |
| 1     | マット・ホール           | 15       |
| 2     | マティアス・ドルダラー   | 12       |
| 3     | ピート・マクロード       | 9        |
| 4     | マルティン・ソンカ       | 7        |
| 5     | ハンネス・アルヒ         | 6        |
| 6     | マイケル・グーリアン     | 5        |
| 7     | ニコラス・イワノフ       | 4        |
| 8     | カービー・チャンブリス   | 3        |
| 9     | フアン・ベラルデ         | 2        |
| 10    | ナイジェル・ラム         | 1        |
| 11    | ペトル・コプシュタイン   | 0        |
| 12    | フランソワ・ルボット     | 0        |
| 13    | ピーター・ポドランセック | 0        |
| 14    | 室屋義秀                 | 0        |

## チャレンジャークラス

### 予選
| 順 位 | No. | パイロット             | タイム   | ペナルティ |
| ----- | --- | ---------------------- | -------- | ---------- |
| 1     | 6   | ルーク・チェピエラ     | 1:04.767 |            |
| 2     | 62  | フロリアン・バーガー   | 1:05.436 |            |
| 3     | 17  | ダニエル・リファ       | 1:05.615 | +1秒1      |
| 4     | 5   | クリスチャン・ボルトン | 1:05.632 |            |
| 5     | 24  | ベン・マーフィ         | 1:09.155 |            |
| 6     | 48  | ケヴィン・コールマン   | 1:09.352 | +3秒2      |
| 7     | 33  | メラニー・アストル     | 1:13.925 | +6秒3      |
| 8     | 77  | フランシス・バロス     | DNS      |            |

- ^1 スタートゲート進入速度超過[8]
- ^2 ゲート5でパイロンヒット[8]
- ^3 ゲート4で水平角度違反、ゲート7及びゲート14で機首角度違反[8]

| 順 位 | No. | パイロット             | タイム   | ペナルティ |
| ----- | --- | ---------------------- | -------- | ---------- |
| 1     | 17  | ダニエル・リファ       | 1:03.571 |            |
| 2     | 24  | ベン・マーフィ         | 1:04.947 |            |
| 3     | 6   | ルーク・チェピエラ     | 1:05.446 |            |
| 4     | 62  | フロリアン・バーガー   | 1:06.790 | +2秒1      |
| 5     | 33  | メラニー・アストル     | 1:14.060 | +7秒2      |
| 6     | 5   | クリスチャン・ボルトン | DQ3      |            |

| 順 位 | No. | パイロット           | タイム   | ペナルティ |
| ----- | --- | -------------------- | -------- | ---------- |
| 1     | 62  | フロリアン・バーガー | 1:04.985 |            |
| 2     | 6   | ルーク・チェピエラ   | 1:05.524 |            |
| 3     | 24  | ベン・マーフィ       | 1:06.652 |            |
| 4     | 17  | ダニエル・リファ     | 1:07.172 | +3秒1      |
| 5     | 33  | メラニー・アストル   | 1:07.843 |            |
| 6     | 48  | ケヴィン・コールマン | 1:08.312 | +5秒2      |

## 第6戦終了後のランキング
| 順 位 | パイロット               | トー タル |
| ----- | ------------------------ | --------- |
| 1     | マティアス・ドルダラー   | 65.25     |
| 2     | マット・ホール           | 48.75     |
| 3     | ハンネス・アルヒ         | 41.00     |
| 4     | カービー・チャンブリス   | 30.25     |
| 5     | ニコラス・イワノフ       | 30.00     |
| 6     | マルティン・ソンカ       | 27.00     |
| 7     | ナイジェル・ラム         | 25.75     |
| 8     | 室屋義秀                 | 25.50     |
| 9     | ピート・マクロード       | 21.50     |
| 10    | マイケル・グーリアン     | 18.75     |
| 11    | フアン・ベラルデ         | 11.25     |
| 12    | フランソワ・ルボット     | 10.00     |
| 13    | ピーター・ポドランセック | 4.00      |
| 14    | ペトル・コプシュタイン   | 2.00      |

| 順 位 | パイロット             | トー タル |
| ----- | ---------------------- | --------- |
| 1     | フロリアン・バーガー   | 28        |
| 2     | ダニエル・リファ       | 26        |
| 3     | ケヴィン・コールマン   | 26        |
| 4     | クリスチャン・ボルトン | 20        |
| 5     | ルーク・チェピエラ     | 20        |
| 6     | ベン・マーフィ         | 18        |
| 7     | メラニー・アストル     | 10        |
| 8     | フランシス・バロス     | 2         |